# 何塞·羅伯托·吉馬良斯
何塞·羅伯托·吉馬良斯（José Roberto Guimarães，1954年7月31日—）是一名巴西籍排球教練及前巴西國家男子排球隊球员。現時執教土耳其球隊土耳其航空女排俱樂部及巴西國家女子排球隊。
他曾是巴西國家男子排球隊的二傳手，在退役後便成為了排球教练。他帶領過巴西國家男子排球隊及巴西國家女子排球隊分別奪得1992年巴塞隆納奧運及2008年北京奧運、2012年倫敦奧運。成為歷史上唯一一位帶領過男女排國家隊的主教练。

## 獎項

### 俱樂部
- 2010–11赛季土耳其女子排球聯賽： - 金牌（費內巴切女排俱樂部）
- 2010年世界女排俱樂部錦標賽： - 金牌（費內巴切女排俱樂部）
- 2011年歐洲女排冠軍聯賽： - 銅牌（費內巴切女排俱樂部）
- 2012年歐洲女排冠軍聯賽： - 金牌（費內巴切女排俱樂部）

### 國家隊
- 2004年世界女排大獎賽： - 金牌
- 2005年世界女排大獎賽： - 金牌
- 2006年世界女排大獎賽： - 金牌
- 2008年世界女排大獎賽： - 金牌
- 2008年夏季奧林匹克運動會排球比賽： - 金牌
- 2009年世界女排大獎賽： - 金牌
- 2010年世界女排大獎賽： - 銀牌
- 2011年世界女排大獎賽： - 銀牌
- 2012年世界女排大獎賽： - 銀牌
- 2012年夏季奧林匹克運動會排球比賽： - 金牌
- 2013年世界女排大獎賽： - 金牌
- 2014年世界女排大獎賽： - 金牌
- 2015年世界女排大獎賽： - 銅牌
- 2016年世界女排大獎賽： - 金牌
- 2017年世界女排大獎賽： - 金牌